# Битка при Ломци
Битката при Ломци е първото сражение на четата на Таню войвода срещу османски башибозук в района на Черни Лом.
В района на Черни Лом, на 25 май четата на Таню войвода е застигната от около 100 души башибозук и черкези. Въстаниците отбиват нападението на турците и им нанасят значителни загуби убивайки между 10 до 15 от тях. След като се стъмва, четата се насочва към Осман Пазар (днес Омуртаг) и продължава бойния си път.